# Nukulaelae
Nukulaelae è un atollo situato nell'oceano Pacifico. Appartiene amministrativamente a Tuvalu, ha una superficie di 1,82 km² ed una popolazione di 324 abitanti (2012).
L'atollo è composto da 19 isolette (o motu):
- Aula, Asia, Fagaua, Fenualago, Fetuatasi, Kalilaia, Kavatu, Motukatuli, Motukatuli Foliki, Motualama, Motutala, Muliteatua, Niuoko, Tapuaelani, Teafatule, Teafuafatu, Temotuloto, Temotutafa, Tumiloto.

Il principale villaggio è Fangaua.

## Monumenti e luoghi d'interesse
Sul motu Niuoko sono presenti le rovine di un antico villaggio chiamato  Te Faleatua.